# Spomenik stanovnicima Ruskog Krstura poginulim u Prvom svetskom ratu
Spomenik stanovnicima Ruskog Krstura poginulim u Prvom svetskom ratu bio je spomenik koji se nalazio u centru Ruskog Krstura, ispred stare zgrade Мesne zajednice (Русин. Валалска хижа). Spomenik je podignut, za vreme mađarske okupacije Bačke, 1943 godine.

## O spomeniku
Spomenik je bio u obliku stuba pravougaone osnove 60x120 cm. Nalazio se na postamentu od belog granita. Visina spomenika, uključujući i postament, iznosila je tri metra. Stub spomenika bio je obložen crnim granitnim pločama.
Na prednjem delu spomenuka, nalazio se "mali grb" ugarskog dela Austrougarske monarhije koji se koristio između 1867. i 1918. godine.  Grb je bio izrađen od belog granita, a njegova širina bila je oko 90 cm. Ispod grba, uklesana je krilatica na mađarskom jeziku:  (прев. Како је било, тако ће и бити).  Na bočnim stranama, celokupnom visinom, spomenika bila su ispisana imena stanovnika Ruskog Krstura poginulih u Prvom svetskom ratu. Na zadnjoj strani spomenika spisak poginulih je bio kraći; to mesto bilo je predviđeno za naknadno upisivanje imena žrtava. Imena poginulih bila su ispisana na mađarskom jeziku, bez podatka o godini rođenja i smrti. 
Iz Ruskog Krstura, za vreme Prvog svetskog rata, stradalo je više od 250 muškaraca. Na spomeniku, u vreme njegovog otkrivanja, bilo je uklesano 244 imena.

## Sudbina spomenika
Odmah nakon oslobođenja mesta, 20. oktobra 1944. godine, spomenik je uklonjen iz centra sela. Grb je uništen, dok su ostali delovi spomenika demontirani i premešteni u dvorište zgrade stare Mesne zajednice. Delovi spomenika nalaze se na tom mestu do sredine 60-ih godina XX veka, kada ih je Mesna zajednica prodala kamenorescu. Nakon toga, delovima spomenika na kojima se nalaze imena stradalih gubi se svaki trag.
Publicista Miron Žiroš (1936-2016) uspeo je, pre prodaje delova spomenika, da zabeleži imena i prezimena koja su na njima bila ispisana. Zahvaljujući njemu, danas postoji spisak sa 125 imena građana Ruskog Krstura koji su u poginuli u Prvom svetskom ratu.

## Inicijativa za postavljanje spomen ploče poginulim Rusinima u Prvom svetskom ratu
Činjenica da, na spomeniku iz 1943. godine, pored imena poginulih nije bilo ispisano njihovo očevo ime, niti godina rođenja i smrti, u velikoj meri otežava kompletiranje spiska poginulih. 
Delimična mobilizacija austrougarske vojske za rat protiv Srbije proglašena je 25. jula 1914. godine. Mobilizacija u Austrougarskoj obuhvatila je godišta od 1872. do 1893 tj. vojne obveznike do 42 godine starosti. Iz čega se da zaključiti da su poginuli građani Ruskog Krstura bili, u velikom procentu, upravo tih godišta.
Udruženje građana "Grkokatolici" početkom 2023. godine započelo je istraživački projekat čiji je cilj kompletiranje spiska poginulih meštana Ruskog Krstura i njegovo proširenje imenima Rusina, iz drugih mesta Bačke i Srema, koji su izgubili živote u Velikom ratu.
Planovi pomenutog udruženja jesu da se, nakon završetka projekta, najpre napravi objavi prigodna publikacija na ovu temu, a nakon toga postavi spomen ploča sa imenima poginulih.